# Nicola Walker
Nicola Walker, född 15 maj 1970 i London, är en brittisk skådespelare.
Walker har bland annat medverkat i TV-serier som Moll Flanders (1996), I ondskans närhet (1997–1999), Spooks (2003–2011) och Saknad, aldrig glömd (2015–2021) samt filmer som Fyra bröllop och en begravning (1994), Thunderbirds (2004) och Shooting Dogs (2005).
Hon är gift med skådespelaren Barnaby Kay.

## Filmografi i urval
- Fyra bröllop och en begravning (1994)
- Moll Flanders (1996)
- I ondskans närhet (1997–1999)
- Ett fall för Dalziel & Pascoe (2000)
- Spooks (2003-2011)
- Thunderbirds (2004)
- Shooting Dogs (2005)
- Oliver Twist (2007)
- The Turn of the Screw (2009)
- Inside Men (2012)
- 2012 – A Mother's Son (TV-serie)
- Vår stora kärlek (2012–2020)
- Heading Out (2013)
- Scott & Bailey (2013)
- Babylon (2014)
- Saknad, aldrig glömd (2015–2021)
- River (2015)
- The Split (2018–)